# Карагасский сельсовет
Карагасский сельсовет  — административно-территориальная единица и муниципальное образование со статусом сельского поселения в Ногайском районе Дагестана Российской Федерации.
Административный центр — село Карагас.

## Население
| 2002  | 2010  | 2012  | 2013  | 2014  | 2015  | 2016  |
| ----- | ----- | ----- | ----- | ----- | ----- | ----- |
| 2355  | ↗2517 | ↘2435 | ↘2368 | ↘2309 | ↘2262 | ↘2192 |
| 2017  | 2018  | 2019  | 2020  | 2021  | 2023  | 2024  |
| ↘2112 | ↘2080 | ↘2019 | ↘1998 | ↘1658 | ↘1632 | ↘1590 |
| 2025  |       |       |       |       |       |       |
| ↗1602 |       |       |       |       |       |       |

## Состав
| № | Населённый пункт | Тип населённого пункта       | Население |
| - | ---------------- | ---------------------------- | --------- |
| 1 | Боранчи          | село                         | ↘452      |
| 2 | Карагас          | село, административный центр | ↘1206     |